# ソプラノズ ニューアークに舞い降りたマフィアたち
『ソプラノズ ニューアークに舞い降りたマフィアたち』（原題：The Many Saints of Newark）は、2021年制作のアメリカ合衆国のクライム映画。
テレビドラマ『ザ・ソプラノズ 哀愁のマフィア』の前日譚。1960年代から1970年代のニュージャージー州ニューアークを舞台に、トニー・ソプラノの叔父ディッキー・モルティサンティを主人公に、マフィアの抗争が激化する時代に生きた彼の愛と葛藤を描く。
『ザ・ソプラノズ 哀愁のマフィア』の主人公トニー・ソプラノの青年時代をジェームズ・ガンドルフィーニの息子マイケル・ガンドルフィーニが演じたほか、『ザ・ソプラノズ 哀愁のマフィア』でクリス・モルティサンティ役を演じたマイケル・インペリオリが語りを担当している。日本では劇場未公開。

## あらすじ
1967年の米国ニューアーク。小学生のトニー・ソプラノは、叔父のリチャード・モルティサンティ（愛称ディッキー）に懐き、憧れていた。ディッキーの父でマフィアのボスであるハリウッド・ディックは、イタリアから若く美しいジョゼッピーナを連れ帰り結婚した。
新妻のジョゼッピーナに暴力を振るう粗暴なハリウッド・ディック。そんな父に腹を立てたディッキーは、口論の末に意図せず彼を殴り殺してしまった。父の遺体を始末するために、当時、町を騒がせていた黒人暴動を利用して、火事による事故死に見せかけ、素知らぬ顔でボスの座を継ぐディッキー。
学校で賭け事をして停学処分を受けるトニー。両親はトニーを堅気（かたぎ）に育てたかったが、マフィアである父親は刑務所に収監され、自分本位な母親は、成績の悪いトニーが実は頭の良い母親思いな息子であることに気付いていなかった。
長く刑務所に入っている叔父のサリーに面会し、父の「事故死」を報告するディッキー。サリーはハリウッド・ディックと瓜二つだが性格は正反対で、ディッキーに仏教を語る男だった。善行を積みたいと、密かな夢をサリーに語るディッキー。
1970年代に入り、出所するトニーの父親。ディッキーには新生児の息子クリスが生まれているが、トニーに触れられ激しく泣き出すクリス。クリスは遠い将来、トニーに殺される運命なのだ。
トニーは高校生になり、アメフト選手になる夢を抱きつつ、アイスクリームの販売車やテスト問題を盗む問題児になっていた。町では黒人が力を持ち始め、イタリア系のマフィアとの対立が激化している。黒人とは別に、ちょっとした行き違いから仲間の恨みも買うディッキー。
ジョゼッピーナはディッキーの愛人として贅沢に暮らしていたが、浮気を告白したために激怒したディッキーに殺された。愛人殺しは隠したまま、刑務所でサリーと語り合うディッキー。そんなディッキーにサリーは、トニーと関わるなと諭した。
トニーの真っ当な将来のために、接触を避けるディッキー。わけが判らず苛立つトニー。だが、実はトニーこそが、優秀なマフィアになる素質を備えていたのだ。そう考え直して、トニーと会うことを決めるディッキー。しかし、その夜、ディッキーは仲間の裏切りにより暗殺された。葬式の席で、何かを決意した表情のトニーは、棺の中のディッキーをいつまでも見つめていた。

## キャスト
※括弧内は日本語吹替。
- リチャード・“ディッキー”・モルティサンティ：アレッサンドロ・ニヴォラ（東地宏樹）
- ハロルド・マクブレイヤー：レスリー・オドム・Jr（中務貴幸）
- ジョニー・ソプラノ：ジョン・バーンサル（宮内敦士）
- ジュニア・ソプラノ：コリー・ストール（三瓶雄樹）
- トニー・ソプラノ：マイケル・ガンドルフィーニ（石田彰）
- ジュゼピーナ：ミケーラ・デ・ロッシ
- サルヴァトーレ“サリー”・モルティサンティ/“ハリウッド・ディック”・モルティサンティ：レイ・リオッタ（二役）（平林剛）
- リヴィア・ソプラノ：ヴェラ・ファーミガ（きそひろこ）
- ビリー・マグヌッセン
- シルヴィオ・ダンテ：ジョン・マガロ
- タリア・バルサム
- 語り：マイケル・インペリオリ（加藤亮夫）

## 評価
レビュー・アグリゲーターのRotten Tomatoesでは227件のレビューで支持率は71%、平均点は6.80/10となった。Metacriticでは48件のレビューを基に加重平均値が60/100となった。